# Bombshell
 Bombshell és una pel·lícula estatunidenca de Victor Fleming, estrenada el 1933. Bombshell és una esbojarrada comèdia pre-codi. La història satiritza els anys com a estrella de Clara Bow: 
"Lola Burns" – Clara Bow, "E.J. Hanlon" – B.P. Schulberg, "Pops Burns" – Robert Bow, "Mac" – Daisy DeVoe, "Gifford Middleton" – Rex Bell.

## Argument
Un científic acaba de descobrir un nou mètode de nanotecnologia, el possible desenvolupament de màquines perfectes que començaria a construir mitjançant robots de la mida d'una simple joguina.

## Repartiment
- Jean Harlow: Lola Burns
- Lee Tracy: E.J."Space"Hanlon
- Frank Morgan: Pops Burns
- Franchot Tone: Gifford Middleton
- Pat O'Brien: Jim Brogan
- Una Merkel: Mac
- Ted Healy: Junior Burns
- Ivan Lebedeff: Hugo, Marqués Di Pisa
- Isabel Jewell: Lily
- Louise Beavers: Loretta
- Leonard Carey: Winters
- Mary Forbes: Sra. Middleton
- C. Aubrey Smith: M. Wendell Middleton
- June Brewster: Alice Cole

## Al voltant de la pel·lícula
Victor Fleming va ser el promès de Bow el 1926.
L'èxit de la pel·lícula es deu a Jean Harlow en ser àmpliament coneguda com la "Blonde Bombshell".